# Принц и я
«Принц и я» (англ. The Prince & Me) — романтическая комедия режиссёра Марты Кулидж производства США-Чехия. Мировая премьера — 28 марта 2004 года. В главных ролях Джулия Стайлз и Люк Мэбли. 21 февраля 2006 года сразу на DVD вышло продолжение фильма «Принц и я: Королевская свадьба». Роли Пэйдж и королевы Розалинды исполнили другие актрисы — Кэм Хескин и Мэриам д’Або соответственно.

## Сюжет
Принц Датский Эдвард ведёт распутный образ жизни. Пытаясь измениться, он едет в США учиться в колледже. Там он встречает настоящую любовь — Пэйдж — и завоевывает её. Но его ждёт престол, и принц едет назад один. Пэйдж не смогла остаться без Эдварда и направляется в Данию, где они продолжают свои отношения. Но Пэйдж тяготится протокольной жизнью и уезжает доучиваться домой. На вручении дипломов появляется Эдвард, готовый ждать Пэйдж сколько нужно.

## В ролях
| Актёр             | Роль                          |
| ----------------- | ----------------------------- |
| Джулия Стайлз     | Пэйдж Морган                  |
| Люк Мабли         | Эдди / принц Эдвард Вольдемар |
| Бен Миллер        | Сорэн                         |
| Миранда Ричардсон | королева Розалинда            |
| Джеймс Фокс       | король Гараальд               |
| Уинтер Эйв Золи   | подруга Эдди                  |